# Megachile jakesi
Megachile jakesi är en biart som beskrevs av Borek Tkalcu 1988. Megachile jakesi ingår i släktet tapetserarbin, och familjen buksamlarbin. Inga underarter finns listade i Catalogue of Life.